# Abram Sacharowitsch Leschnew
Abram Sacharowitsch Leschnew (russisch Абрам Захарович Лежнев, eigentlich Abram Selikowitsch Gorelik; * 1893 in Parytschy, Gouvernement Minsk, heute Homelskaja Woblasz, Belarus; † 8. Februar 1938 in der Oblast Moskau) war ein sowjetischer Literaturkritiker.
Leschnew studierte Medizin in Genf und machte seinen Abschluss im Jahr 1922 am Medizinischen Institut von Jekaterinoslaw. Seit Mitte der 1920er Jahre, bis zu ihrer Auflösung im Jahr 1932, war Leschnew einer der bedeutendsten Literaturkritiker der Autorengruppe Perewal. Er verfasste die Werke Probleme der Literatur und Literaturkritik (1926), Über Kunst (1936) und Puschkins Prosa (1937). Im Zuge der Stalinschen Säuberungen wurde Leschnew am 5. November 1937 verhaftet und am 8. Februar 1938 erschossen. Im Jahr 1956 wurde er rehabilitiert.

## Werke (Auswahl)
- «Вопросы литературы и критики» (Voprosy literatury i kritiki, 1926)
- «Современники» (Sovremenniki, 1927)
- «Литературные будни» (Literaturnye budni, 1929)
- «Литература революционного десятилетия. 1917–27» (Literatura revoljucionnogo desjatiletija. 1917–27, zusammen mit D. Gorbow, 1929)
- «Деревянный ключ» (Derevjannyj ključ, 1932)
- «Два поэта. Гейне и Тютчев» (Dva poėta. Gejne i Tjutčev, 1934)
- «Проза Пушкина» (Proza Puškina, 1937); englisch: «Pushkin's Prose», ISBN 0882336282